# 4-я армия (вермахт)
Не следует путать с 4-й немецкой армией в Первой мировой войне
4-я армия (нем. 4. Armee) — германская армия, принимала участие во Второй мировой войне. Была создана 1 августа 1939 из 6-й группы войск (Ганновер).

## Вторжение в Польшу
Перед началом Польской кампании армия под командованием генерала артиллерии Гюнтера фон Клюге была включена в состав Группы армий «Север». В армию были включены 2-й, 3-й и 19-й армейские корпуса и пограничные части (всего 6 пехотных, две моторизованные, одну танковую дивизию и одну пехотную бригаду). 1 сентября 1939 года армия перешла в наступление из Померании в направлении Восточной Пруссии и уже 5 сентября соединилась с 3-й армией в районе Грудзёндза, отрезав польские войска в Поморье. В дальнейшем части армии участвовали в ликвидации окружённой группировки противника.

## Вторжение во Францию
Во время немецкого вторжения во Францию и Бенилюкс 4-я армия, в составе 11 пехотных дивизий, 2 танковых и 1-й моторизованной дивизии действовала на правом фланге Группы армий «A», наступая из Рейнланда в Бельгию. Армия участвовала в окружении союзных войск в районе Дюнкерка. За удачные действия армии в ходе Французской кампании командующий армией Гюнтер фон Клюге 19 июля 1940 года был произведён в фельдмаршалы.

## Вторжение в СССР
В связи с подготовкой к вторжению в СССР 4-я армия была снова переброшена на восток и включена в состав Группы армий «Центр». В ходе Операции Барбаросса армия вела наступление в Белоруссии, участвовала в Белостокско-Минском сражении. 1 июля 1941 года армия соединилась с 9-й немецкой армией восточнее Белостока, тем самым окружив в «Белостокском котле» часть сил советского Западного фронта (3-я и 10-я советские армии). Бои с окружёнными советскими частями велись до 8 июля 1941.
3 июля 1941 года, передав свои войска 2-й армии, штаб 4-й армии принял командование над подвижными соединениями Группы армий «Центр»: 2-й и 3-й танковыми группами, при этом 4-я армия стала называться 4-й танковой армией. Под этим названием 4-я армия сыграла главную роль в Смоленском сражении.
28 июля 1941 года название 4-я танковая армия было упразднено, а штаб 4-й армии получил под своё начало армейские (пехотные) корпуса и новую полосу обороны южнее Смоленска.

### На Московском направлении
В августе — сентябре 1941 года 4-я армия оборонялась в районе южнее Смоленска, участвовала в сражении за Ельню. 2 октября 1941 года она перешла в наступление на Москву и участвовала в окружении группировки советских войск в районе Вязьмы. В ходе сражения генерал-фельдмаршал Г. фон Клюге был назначен командующим Группы армий «Центр». Командующим 4-й армией был назначен генерал горнострелковых войск Л. Кюблер.
Во второй половине 1942 года, в связи с тем что на центральном участке советско-германского фронта активных боевых действий не велось, немецкое командование перебросило 4-ю армию на южный фланг группы армий. Однако летом 1943 года в связи с переходом в наступление советских Калининского и Западного фронта армия была возвращена назад.
В августе войска советского Западного фронта в ходе Смоленской операции нанесли крупное поражение 4-й армии.

### Операция «Багратион»
В 1944 году армия заняла позиции восточнее Орши и Могилёва в Белоруссии. Советское летнее наступление в Белоруссии привело к катастрофе немецкой Группы армий «Центр», в том числе и 4-й армии. Главные силы 1-го Белорусского фронта, овладев Столбцами и Городеей, отрезали армии путь отхода из Минска на Барановичи. 3 июля советскими войсками был взят Минск, восточнее которого в окружении оказались главные силы 4-й армии (свыше 100 тыс. чел.). Лишь немногим соединениям удалось пробиться на запад. К 11 июля окружённая группировка была ликвидирована советскими войсками, свыше 70 тыс. было убито и около 35 тыс. взято в плен.

## Сражения в Восточной Пруссии
После разгрома в Белоруссии 4-я армия была реорганизована и заняла оборону на границе Восточной Пруссии под командованием генерала Фридриха Хоссбаха.
В полосе 3-го Белорусского фронта шириной более 200 км противник имел 12 пехотных дивизий 3-й танковой и 4-й армий, не считая средств усиления и других отдельных частей и подразделений.
В ходе Восточно-Прусской операции советские войска нанесли поражения немецким силам и окружили значительные силы 4-й армии в районе Хейльсберга. К 29 марта 1945 года хейльсбергская группировка была ликвидирована войсками 3-го Белорусского фронта. Остатки 4-й армии отошли к Вислинскому заливу, где были окончательно разгромлены. 7 апреля 1945 года остатки 4-й армии были переданы на формирование 21-й армии, а управление преобразовано в штаб по особым поручениям ОКХ.

## Командующие армией
- Ганс Гюнтер фон Клюге (1 декабря 1938 — 19 декабря 1941)
- Людвиг Кюблер (19 декабря 1941 — 20 января 1942)
- Готхард Хейнрици (20 января 1942 — 1 июня 1943)
- Ханс фон Зальмут (1 июня 1943 — 31 июля 1943)
- Готхард Хейнрици (31 июля 1943 — 4 июня 1944)
- Курт фон Типпельскирх (4 июня 1944 — 30 июня 1944)
- Винценц Мюллер (30 июня 1944 — 8 июля 1944)
- Курт фон Типпельскирх (7 июля 1944 — 18 июля 1944)
- Фридрих Хоссбах (18 июля 1944 — 29 января 1945)
- Фридрих-Вильгельм Мюллер (29 января 1945 — 27 апреля 1945)

## Подчинение армии
- Группа армий «Север» (сентябрь 1939 — январь 1940)
- Группа армий «B» (январь — май 1940)
- Группа армий «A» (май — июнь 1940)
- Группа армий «B» (июнь 1940 — июнь 1941)
- Группа армий «Центр» (июнь 1941 — февраль 1945)
- Группа армий «Север» (февраль — апрель 1945)

## Состав армии
| - 2-й армейский корпус - 3-я пехотная дивизия - 32-я пехотная дивизия - 3-й армейский корпус - 50-я пехотная дивизия - Пехотная бригада «Нетце» - 19-й армейский корпус - 3-я танковая дивизия - 2-я моторизованная дивизия - 20-я моторизованная дивизия - 1-е командование пограничного района - 207-я пехотная дивизия - Резерв армии - 23-я пехотная дивизия - 218-я пехотная дивизия | - 2-й армейский корпус - 12-я пехотная дивизия - 31-я пехотная дивизия - 32-я пехотная дивизия - 5-й армейский корпус - 62-я пехотная дивизия - 94-я пехотная дивизия - 263-я пехотная дивизия - 8-й армейский корпус - 8-я пехотная дивизия - 28-я пехотная дивизия - 15-й моторизованный корпус - 2-я моторизованная дивизия - 5-я танковая дивизия - 7-я танковая дивизия - Резерв армии - 87-я пехотная дивизия - 211-я пехотная дивизия - 267-я пехотная дивизия |

| - 7-й армейский корпус - 258-я пехотная дивизия - 23-я пехотная дивизия - 7-я пехотная дивизия - 268-я пехотная дивизия - 221-я охранная дивизия - 9-й армейский корпус - 263-я пехотная дивизия - 137-я пехотная дивизия вермахта - 292-я пехотная дивизия - 43-й армейский корпус - 252-я пехотная дивизия - 134-я пехотная дивизия - 131-я пехотная дивизия - 13-й армейский корпус - 17-я пехотная дивизия - 78-я пехотная дивизия - В подчинении штаба армии - 286-я охранная дивизия 2-я танковая группа (в оперативном подчинении 4-й ПА) - 47-й моторизованный корпус - 17-я танковая дивизия - 18-я танковая дивизия - 29-я моторизованная дивизия - 167-я пехотная дивизия - 12-й армейский корпус - 31-я пехотная дивизия - 45-я пехотная дивизия - 34-я пехотная дивизия - 24-й моторизованный корпус - 3-я танковая дивизия - 4-я танковая дивизия - 10-я моторизованная дивизия - 1-я кавалерийская дивизия - 267-я пехотная дивизия - 46-й моторизованный корпус - 10-я танковая дивизия - 2-я моторизованная дивизия СС «Рейх» - моторизованный полк «Великая Германия» - В подчинении штаба группы - 255-я пехотная дивизия | 3-я танковая группа - 57-й моторизованный корпус - 19-я танковая дивизия - 18-я моторизованная дивизия - 14-я моторизованная дивизия - 39-й моторизованный корпус - 7-я танковая дивизия - 20-я танковая дивизия - 20-я моторизованная дивизия - 12-я танковая дивизия 2-я танковая группа - 47-й моторизованный корпус - 18-я танковая дивизия - 17-я танковая дивизия - 29-я моторизованная дивизия - 46-й моторизованный корпус - 10-я танковая дивизия - 2-я моторизованная дивизия СС «Рейх» - моторизованный полк «Великая Германия» - 24-й моторизованный корпус - 3-я танковая дивизия - 4-я танковая дивизия - 10-я моторизованная дивизия - 1-я кавалерийская дивизия |

### 22 августа 1941
- Подразделения армейского подчинения: 
  - 589-й армейский полк связи
  - 689-я пропагандистская рота
  - 501-й геодезический батальон
  - 506-й метеорологический взвод
  - 571-й армейский моторизованный картографический парк
  - 570-й армейский моторизованный картографический отряд
  - 2-я батарея/654-й противотанковый дивизион
  - 4-й командир подразделений ВВС
  - 4-я группа фотоинтерпретации (Stabia)
  - 11-й курьерская эскадрилья
  - 2-й моторизованный батальон связи ВВС
  - 71-й зенитный полковой штаб
  - 611-й зенитный дивизион
  - II авиационный корпус

| - XX армейский корпус - 107-е моторизованное артиллерийское командование - 2-й дивизион /68-й моторизованный артиллерийский полк - штабная секция - моторизованный взвод связи - моторизованная топографическая секция - 3 моторизованные батареи (4 100 мм орудия в каждой) - 1 лёгкая моторизованная колонна снабжения боеприпасами (20-тонная) - 2 дивизион/71-й смешанный моторизованный артиллерийский полк - штабная секция - моторизованный взвод связи - моторизованная топографическая секция - 2 моторизованные батареи (4 150mm sFH 18 гаубиц в каждой) - 1 моторизованная батарея (4 100 мм орудия) - 1 лёгкая моторизованная колонна снабжения боеприпасами (39-тонная) - 12-я батарея/740-й артиллерийский дивизион (3 150 мм орудия) - 17-й моторизованный наблюдательный батальон - 20-й моторизованный наблюдательный батальон - 512-й моторизованный инженерный полковой штаб - 129-й строительный батальон (на конной тяге) - 217-й строительный батальон (на конной тяге) - 15-я пехотная дивизия: - 1/,2/,3/81-й пехотный полк - 1/,2/,3/88-й пехотный полк - 1/,2/,3/106-й пехотный полк - 1/,2/,3/15-й артиллерийский полк - 3/51-й артиллерийский полк - 15-й разведывательный батальон - 15-й противотанковый дивизион - 15-й сапёрный батальон - 15-й батальон связи - Подразделения поддержки дивизии - 78-я пехотная дивизия - 1/,2/,3/195-й пехотный полк - 1/,2/,3/215-й пехотный полк - 1/,2/,3/238-й пехотный полк - 1/,2/,3/,4/178-й артиллерийский полк - 178-й разведывательный батальон - 178-й противотанковый дивизион - 178-й инженерный батальон - 178-й батальон связи - Подразделения поддержки дивизии - 292-я пехотная дивизия - 1/,2/,3/507-й пехотный полк - 1/,2/,3/508-й пехотный полк - 1/,2/,3/509-й пехотный полк - 1/,2/,3/,4/артиллерийский полк - 292-й разведывательный/противотанковый дивизион - противотанковая батарея - велосипедный эскадрон - 292-й инженерный батальон - 292-й батальон связи - Подразделения поддержки дивизии - 268-я пехотная дивизия - 1/,2/,3/468-й пехотный полк - 1/,2/,3/488-й пехотный полк - 1/,2/,3/499-й пехотный полк - 1/,2/,3/,4/268-й артиллерийский полк - 268-й разведывательный батальон - 268-й противотанковый дивизион - 268-й инженерный батальон - 268-й батальон связи - Подразделения поддержки дивизии | - IX армейский корпус - 44-е моторизованное артиллерийское командование - 602-й моторизованный артиллерийский полковой штаб - 1/109-й моторизованный артиллерийский дивизион - штабная секция - моторизованный взвод связи - моторизованная топографическая секция - 3 моторизованные батареи (4 100 мм орудия в каждой) - 1 лёгкая моторизованная колонна снабжения боеприпасами (20-тонная) - 203-й дивизион штурмовых орудий (1 батарея) - 516-й моторизованный инженерный полковой штаб - 752-й моторизованный инженерный батальон - 42-й мостостроительный батальон - 2/407-я моторизованная мостовая колонна Б - 2/402-я моторизованная мостовая колонна Б - 410-й строительный батальон (на конной тяге) - 319-я корпусная группа Имперской службы труда (4 батальона) - 6/55-й зенитный дивизион - Наблюдательная батарея дивизии СС «Рейх» - 1.(H)/41-я разведывательная эскадрилья - 1/24-й смешанный зенитный дивизион - В пути - 1 дивизион штурмовых орудий - 101-й артиллерийский дивизион (1 батарея — 4 150мм sFH) - 1 наблюдательный батальон - 276-й армейский зенитный дивизион - 137-я пехотная дивизия: - 1/,2/,3/447-й пехотный полк - 1/,2/,3/448-й пехотный полк - 1/,2/,3/449-й пехотный полк - 1/,2/,3/,4/137-й артиллерийский полк - 137-й разведывательный батальон - 137-й противотанковый дивизион - 137-й инженерный батальон - 137-й батальон связи - Подразделения поддержки дивизии - 263-я пехотная дивизия - 1/,2/,3/463-й пехотный полк - 1/,2/,3/483-й пехотный полк - 1/,2/,3/485-й пехотный полк - 1/,2/,3/,4/263-й артиллерийский полк - 263-й разведывательный батальон - 263-й противотанковый дивизион - 263-й инженерный батальон - 263-й батальон связи - Подразделения поддержки дивизии |

- VII армейский корпус
  - 7-е моторизованное артиллерийское командование
  - 149-е моторизованное артиллерийское командование
  - 788-й моторизованный артиллерийский полковой штаб
  - 709-й моторизованный артиллерийский дивизион
    - 1 моторизованная штабная рота
    - 3 моторизованные батареи (2 ручных пулемёта & 4 100мм K18 орудия)
    - 1 моторизованная колонна снабжения боеприпасами (10-тонная)

  - 845-й моторизованный артиллерийский дивизион
    - 1 моторизованная штабная рота
    - 2 моторизованные батареи (4 sFH 13 150 мм орудия & 2 ручных пулемёта)

  - 736-й моторизованный артиллерийский дивизион
    - штабная секция
    - моторизованный взвод связи
    - моторизованная топографическая секция
    - 3 моторизованные батареи (4-210 мм гаубиц в каждой)
    - 1 лёгкая моторизованная колонна снабжения боеприпасами (48-тонная)

  - 203-й дивизион штурмовых орудий (1 батарея придана)
  - 36-й моторизованный дивизион артиллерийской разведки
  - 67-й моторизованный инженерный полковой штаб
  - 221-й сапёрный батальон (на конной тяге)
  - 7-я моторизованная мостовая колонна Б
  - 15-я моторизованная мостовая колонна Б
  - 1/404-я моторизованная мостовая колонна Б
  - 178-я моторизованная мостовая колонна Т
  - 40-й командир строительных войск
  - 17-й (tmot) строительный батальон
  - 571-й дорожно-строительный батальон
  - 312-я корпусная группа Имперской службы труда (4 батальона)
  - 3/31-й зенитный дивизион
  - 276-й армейский зенитный дивизион
  - 1.(H)/21-я разведывательная эскадрилья
  - 23-я пехотная дивизия
    - 1/,2/,3/9-й пехотный полк
    - 1/,2/,3/67-й пехотный полк
    - 1/,2/,3/68-й пехотный полк
    - 1/,2/,3/29-й артиллерийский полк
    - 1/59-й артиллерийский полк
    - 23-й разведывательный батальон
    - 23-й противотанковый дивизион
    - 23-й инженерный батальон
    - 23-й батальон связи
    - Подразделения поддержки дивизии

  - 197-я пехотная дивизия:
    - 1/,2/,3/321-й пехотный полк
    - 1/,2/,3/332-й пехотный полк
    - 1/,2/347-й пехотный полк
    - 1/,2/,3/229-й артиллерийский полк
    - 229-й разведывательный/противотанковый дивизион
    - 229-й сапёрный батальон
    - 229-й батальон связи
    - Подразделения поддержки дивизии[4]

| - 7-й армейский корпус - 23-я пехотная дивизия - 197-я пехотная дивизия - 267-я пехотная дивизия - 9-й армейский корпус - 15-я пехотная дивизия - 137-я пехотная дивизия - 263-я пехотная дивизия - 12-й армейский корпус - 31-я пехотная дивизия - 34-я пехотная дивизия - 167-я пехотная дивизия - 258-я пехотная дивизия - 20-й армейский корпус - 7-я пехотная дивизия - 78-я пехотная дивизия - 268-я пехотная дивизия - 292-я пехотная дивизия | - 12-й армейский корпус - 98-я пехотная дивизия - 260-я пехотная дивизия - 263-я пехотная дивизия - 268-я пехотная дивизия - 43-й армейский корпус - 31-я пехотная дивизия - 34-я пехотная дивизия - 37-я пехотная дивизия - 56-й моторизованный корпус - 10-я пехотная дивизия - 52-я пехотная дивизия - 131-я пехотная дивизия - 216-я пехотная дивизия - 331-я пехотная дивизия - 19-я танковая дивизия - Группа Шлемма | - 12-й армейский корпус - 57-я пехотная дивизия - 267-я пехотная дивизия - 18-я моторизованная дивизия - 27-й армейский корпус - 78-я штурмовая дивизия - 210-я пехотная дивизия - 25-я моторизованная дивизия - 39-й танковый корпус - 12-я пехотная дивизия - 31-я пехотная дивизия - 110-я пехотная дивизия - 337-я пехотная дивизия |